# Londrina
Londrina (portugalská výslovnost: [lõˈdɾĩnɐ], „Londýnská“) je obec a město v severní části státu Paraná, nachází se 369 km od hlavního města Curitiba. Město bylo původně založeno britskými přistěhovalci. Je to druhé největší město státu Paraná a třetí největší v jižním regionu Brazílie.
Podle sčítání lidu z roku 2010 má město 506 645 obyvatel a v metropolitní oblasti žije 1 087 815 obyvatel. Je to regionální centrum a ekonomika je složena z obchodu, služeb a zemědělství. Je tu několik univerzit. Sídlí zde však jedna z nejvýznamnějších univerzit země, „Universidad Estadual de Londrina,“ známá svou kvalitou vzdělávání.

## Dějiny
Město bylo založeno v roce 1934. Bylo pojmenováno po britských podnikatelích, kteří založili železniční stanice v regionu s cílem usnadnit dopravu kávových bobů ze severní části státu Paraná a jižní části státu Sao Paulo do přístavu Santos. Současní obyvatelé města jsou většinou potomky přistěhovalců z tohoto období.

## Metropolitní region
Počet obyvatel metropolitního regionu, včetně
Cambé, Ibiporã, Jataizinho, Rolândia, Sertanópolis, Tamarana a Bela Vista do Paraíso, byl 764 258 podle sčítání z roku 2010.

## Ekonomika
Zemědělství zůstává jednou z nejvýznamnějších ekonomických aktivit, přestože jeho význam v posledních letech poklesl. Zemědělství je diverzifikované a vedle kávy je to zpracování kukuřice, pšenice, rýže, cukrové třtiny, sóji, ovoce a arašídů, díky úrodným půdám v severním Paraná a západní části státu Sao Paulo.
Město však známé obchodním sektorem a sektorem služeb. Obchod s nemovitostmi je dalším odvětvím, jehož význam již překročil hranice státu Paraná. Státní univerzita v Londrině je jednou z největších v zemi. Ve městě je také několik soukromých vysokých škol.

## Letiště
Základ současného terminálu byl postaven v roce 1950 během kávového rozmachu v regionu. V té době bylo třetím nejfrekventovanějším v zemi, ale dnes patří mezi 30 nejvytíženějších v Brazílii.
Letiště je ideální pro regionální provoz, je méně než 5 km od centra města a nabízí dobrou infrastrukturu pro provoz středně velkých letadel Boeing 737 a Fokker 100. Dráha v Londrině zatím není vybavena systémem ILS, přistává se pomocí VOR-DME.

## Partnerská města
- Čen-ťiang, Čína
- Guimarães, Portugalsko
- León, Nikaragua
- Mdoukha, Libanon
- Modena, Itálie
- Nago, Japonsko
- Nišinomija, Japonsko
- Toledo, Ohio, USA